# Phocas (famille byzantine)
Pour les articles homonymes, voir Phocas (homonymie).

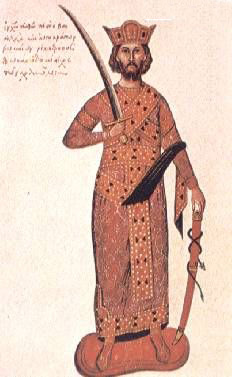
Nicéphore II Phocas.

Phocas ou Phokas (en grec ancien : Φωκᾶς – féminin : Phokaina / Φώκαινα – générique pluriel : Phocadès) est le nom d’une famille aristocratique byzantine de Cappadoce à laquelle appartinrent aux IXe siècle et Xe siècle nombre de militaires de haut rang ainsi qu’un empereur, Nicéphore II Phocas (r. 963-969). Les membres de cette famille et leurs clients détinrent presque tous les postes du haut commandement de l’armée byzantine tout au cours du Xe siècle et conduisirent avec succès les troupes contre les Arabes en Orient. Étant l’une des familles les plus importantes de l’aristocratie militaire d’Anatolie et désireux de conquérir le pouvoir, les Phocas furent impliqués dans nombre de rébellions dirigées contre les empereurs de Constantinople. Leur pouvoir fut mis en échec par Basile II (r. 976-1025) et leur importance déclina après le XIe siècle, avec un sursaut au XIIIe siècle sous la dynastie des Laskaris.

## Histoire

### Origine et ascension
Le juge Michel Attaleiatès, patrice et consul (vers 1028-après 1085) dans une généalogie de l’empereur Nicéphore III Botaniatès (r. 1078 – 1081) fait remonter la famille des Phocas à un parent de Constantin le Grand qui avait accompagné ce dernier lors de la fondation de Constantinople. Il aurait été un rejeton de l’illustre famille des Fabii Scipiones. Généalogie vraisemblablement fictive qu’Attaleiatès dit avoir trouvée « dans un livre ancien ». Pour sa part, l’historien arabe Ibn al-Athîr (1160 – 1233) situe le berceau de la famille à Tarse et lui donne une origine arabe. 
Plus près de nous, l’historien Jean-Claude Cheynet, se basant sur la présence fréquente du surnom « Bardas » parmi les membres de la famille donne à celle-ci une ascendance géorgienne ou arménienne. D’autres universitaires avancent une origine gréco-arménienne,,; toutefois aucune de ces hypothèses ne peut être prouvée,. Quoi qu’il en soit des origines, les Phocas s’étaient installés en Cappadoce où se concentraient leurs propriétés, de même que la base de leur pouvoir et le centre de leurs activités, ,.
On trouve le nom Phocas dès les Ve siècle-VIe siècle et un empereur du nom de Phocas règnera de 602 à 610; il est impossible toutefois de relier ces premiers Phocas à la famille du même nom. Il faut se souvenir en effet que ce n’est qu’avec la dernière génération du VIIIe siècle que le nom propre conféré au baptême commencera à identifier des lignages lorsque l’illustration d’un personnage célèbre le justifie et que l’on passera du nom personnel au nom lignager. 
L’ancêtre attesté dont le nom se perpétuera dans une famille était un soldat, probablement d’humble origine, nommé *tourmarque en 872, cité dans quelques manuscrits de la Chronique dite de Georges le Moine. Cappadocien, remarquable par sa force gigantesque et ses vertus, il commandait une petite circonscription administrative et militaire. Son fils, Nicéphore Phocas l'Aîné devint un brillant général au service de l'empereur byzantin Basile Ier et remporta plusieurs victoires sur les Arabes, notamment dans le sud de l’Italie après quoi il fut élevé au poste de *domestique des Scholes  et remporta à nouveau des succès contre les Arabes en Orient et contre les Bulgares de Siméon Ier dans les Balkans,,,. Son fils, Léon Phocas fut également domestique des Scholes, mais sera lourdement défait par les Bulgares lors des batailles d'Anchialos et de Katasyrtai; après avoir vainement comploté pour s’emparer du trône de Constantin VII (r. 913 – 959) il devait ensuite s’opposer à l’accession au trône de Romain Lécapène (r. 919 – 944); capturé, il fut aveuglé. Son frère, Bardas Phocas l’Ancien, qui avait participé en 917 à la désastreuse bataille d´Anchialos sous ses ordres parvint après une période de disgrâce, à être nommé en 941 gouverneur du thème des Arméniaques où il eut à repousser les attaques des Rus’ menés par Igor de Kiev,,.

### Apogée et déclin

Les thèmes byzantins d’Asie mineure en 950.

Après la chute des Lécapène en 944, Bardas fut nommé l’année suivante commandant suprême de l´armée byzantine orientale par l´empereur Constantin VII Porphyrogénète. Ses fils, Nicéphore, Léon et Constantin furent respectivement nommés gouverneurs (strategoi) des thèmes de l’Anatolique, de la Cappadoce et de Séleucie,. Ces nominations devaient inaugurer une période de plus de deux décennies durant laquelle les Phocas et leurs clients occupèrent pratiquement tous les postes d’importance dans l’armée byzantine. Ce fut également durant cette période que les Phocas s’allièrent à la riche et puissante famille des Maleïnoi qui avait également fourni de nombreux généraux à l’armée byzantine. Ils se rapprochèrent également d’autres familles puissantes, s’unissant à certaines d’entre elles par mariage, comme les Adralestoi, Sklèroi, Kourkouas, Parakoutenoi, Balantai et Boraneiatai,.
Déjà âgé, Bardas ne devait pas se montrer à la hauteur de la tâche : il subit une série de défaites aux mains de l’émir hamdanide Ali Sayf al-Dawla, laissant même son fils Constantin captif de l’émir au cours de l’une d’elles. En 955, il fut remplacé par son fils Nicéphore. Avec l’aide de Léon qui avait déjà plusieurs victoires à son actif, et celle de son neveu Jean Tzimiscès, Nicéphore parvint à reprendre l’initiative, recouvrant la Crète et Chypre, et battant les forces de Sayf al-Dawla à plusieurs reprises,,. Lorsque Romain II décéda subitement en 963, le populaire et puissant Nicéphore s’empara du trône devenant empereur senior et protecteur des fils de Romain, Basile II (r. 976 – 1025) et Constantin VIII (r. 962; seul empereur 1025 – 1028). Il nomma alors son père Bardas *César et son frère Léon *kouropalates et *logothetes tou dromou. Militaire avant tout, il continua ses campagnes en Orient, conquérant la Cilicie et le nord-ouest de la Syrie,,. 
Le régime de Nicéphore II (r. 963-969) devait toutefois devenir rapidement impopulaire tant par son souci des affaires militaires au détriment de l’économie que par sa politique religieuse. Il fut assassiné en décembre 969 par un groupe de militaires mécontents conduits par son neveu et jadis protégé, Jean Tzimiscès, avec la complicité de l’impératrice Théophano,. Les Phokadès furent démis de leurs postes, perdirent leurs titres et exilés par le nouveau régime. Bardas Phocas le Jeune, le plus jeune fils du kouropalates Léon et ancien *doux de Chaldée réussit à s’échapper et conduisit une révolte en 970, mais fut défait, tonsuré et exilé à l’ile de Chios alors que l’année suivante Léon et son fils ainé le *patrikios Nicéphore étaient aveuglés et leurs propriétés confisquées,,. Un membre de la famille devait toutefois avoir un destin différent, Sophia Phokaina, la fille de Léon, qui épousa Constantin Sklèros, frère de Bardas Sklèros. Ce dernier était le beau-frère de Tzimiscès par son premier mariage et un proche collaborateur du nouvel empereur. Leur fille, Théophano, devait épouser en 972 l’empereur du Saint-Empire germanique, Otton II (r. 973-983),.
En 978, Basile II (r. 976 -1025) rappela Bardas pour le nommer responsable des forces impériales lors de la rébellion de Bardas Sklèros. Nommé *magistros et domestique des troupes d’Orient, il parvint à défaire Sklèros. Mais bientôt, s’étant lui-même révolté en 987 avec l’appui de nombreuses familles aristocratiques, il prit la tête d’insurgés dans une lutte qui dura jusqu’en 989 lors de sa mort à la suite d’une crise cardiaque à la bataille d’Abydos. Sklèros qui était revenu de son exil chez les Arabes et avait été fait prisonnier par Bardas Phocas tenta alors de prendre la tête de la révolte, s’alliant avec les fils de Bardas, Léon et Nicéphore, mais dut bientôt se rendre à l’empereur. Léon tenta de continuer la résistance, s’enfermant dans Antioche; mais bientôt les habitants de la ville s’emparèrent de lui et le livrèrent à l’empereur,,.

### Derniers descendants

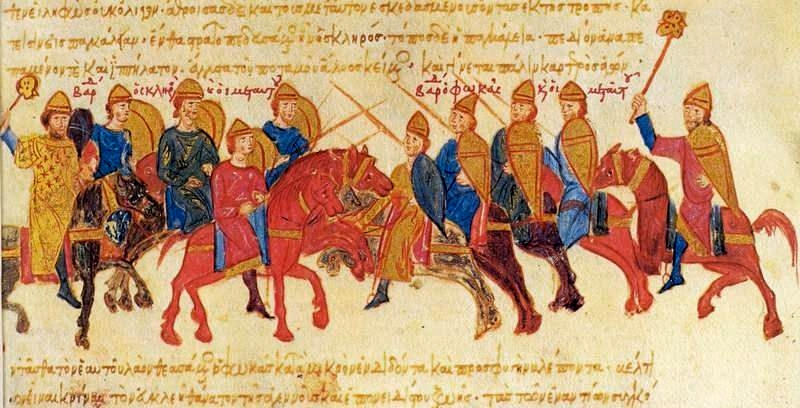
Bataille entre les armées de Bardas Sklèros et de Bardas Phocas.

Ayant réussi à mettre un terme aux révoltes des grandes familles aristocratiques, Basile II prit une série de mesures destinées à réduire leur puissance, leur richesse et leur influence. Les Phokadès entre autres furent écartés des postes de commandement militaires et virent leurs grandes propriétés confisquées. Son édit de 996 bien que général et dirigé contre l’accumulation illégale de vastes propriétés par les magnats anatoliens, citait spécifiquement les Phokadès et leurs alliés les Maleïnoi,,. Les Phokadès n’en conservèrent pas moins une certaine influence dans leur Cappadoce d’origine. En 1022, le fils de Bardas Phocas, Nicéphore surnommé Barytrachelos, fut acclamé empereur avec l’appui de Nicéphore Xiphias. Mais il devait bientôt être assassiné par son complice et ses partisans se débandèrent,,. La dernière mention d’un descendant direct de cette famille remonte à 1026 lorsque le patrikios Bardas, petit-fils du magistros Bardas, fut accusé de comploter contre l’empereur Constantin VIII (r. 1025-1028) et aveuglé,,.
Ce devait être la fin de la lignée directe des grands généraux du Xe siècle qui était presque certainement éteinte au milieu du XIe siècle. Toutefois, le prestige qui s’attachait au nom de cette famille devait demeurer vivace même après leur extinction. L’historien Michel Attaleiatès louera l’empereur Nicéphore III Botaneiatès (r. 1078 – 1081) pour avoir été relié aux Phokadès « dont la gloire s’étendit partout sur terre et sur mer ». Le nom de Phocas est rarement mentionné par la suite jusqu’à ce qu’il revienne au XIIIe siècle dans l’Empire de Nicée. Theodotos Phocas, un oncle de Théodore Laskaris (r. 1205-1222) devint *megas doux, alors qu’un certain Michel Phocas fut *stratopedarches en 1234 et un autre membre de la famille métropolite de Philadelphie,.

### Époque moderne
D'autres Phocas sont connus à l'Époque moderne, qui sont probablement issus de familles homonymes.
Après la chute de Constantinople en 1453, Emmanouíl Fokás (grec : Εμμανουήλ Φωκάς) et son frère Andrónikos (grec : Ανδρόνικος) se sont exilés dans le Péloponnèse puis installés à Céphalonie sous le nom latinisé de Foca. Leurs descendants existent toujours, et se sont illustrés comme navigateurs, patriotes grecs lors de la Guerre d'indépendance grecque ou médecins. En particulier, Juan de Fuca, né en 1536 à Céphalonie, est connu comme navigateur au service du roi d'Espagne Philippe II, et découvreur du détroit de Juan de Fuca.
Plus récemment, Anastassios Fokas (né en 1952) est professeur de mathématiques à l'université de Cambridge, inventeur de la méthode de Fokas pour la résolution des équations différentielles aux dérivées partielles.

## Arbre généalogique (IXesiècle-XIesiècle)
```
Nicéphore Phocas l'Aîné
, général qui fit la conquête du sud de l'Italie sous 
Basile 
I
er

│
├──> 
Léon
, 
domestique des Scholes

│
└──> 
Bardas l'Ancien
 (878 † 968), général des armées impériales contre les Sarrasins
     │
     ├──> 
Nicéphore 
II
 (912 † 969)
     │    x 
Théophano Anastaso
 (941 † ap.978), veuve de 
Romain 
II

     │
     ├──> 
Léon le Jeune
 (915/20 † ap.971), 
curopalate

     │    │
     │    ├──> 
Bardas le Jeune
 (940 † 989)
     │    │    │
     │    │    ├──> Léon
     │    │    │
     │    │    └──> 
Nicéphore Barytrachelos
 (965 † 1022)
     │    │         │
     │    │         └──> Bardas († ap.1026)
     │    │
     │    └──> Sophie
     │         x Constantin Sklèros
     │
     └──> 
Constantin
 († 954)
```